# Elaphoidella reedi
Elaphoidella reedi är en kräftdjursart som beskrevs av M. S. Wilson 1975. Elaphoidella reedi ingår i släktet Elaphoidella och familjen Canthocamptidae. Inga underarter finns listade i Catalogue of Life.